# Боярышник кроваво-красный
Боя́рышник крова́во-кра́сный, или Боярышник кровя́но-кра́сный, или Боярышник сиби́рский (лат. Crataégus sanguínea), — кустарник или небольшое дерево, вид рода Боярышник (Crataegus) семейства Розовые (Rosaceae).

## Ботаническое описание
Высокий кустарник, реже небольшое дерево, высотой 1—4 (до 6) м, со стволом диаметром до 10 см, покрытым тёмно-бурой или буро-серой корой. Ветки кроваво-красные или тёмные, блестящие; молодые побеги негусто-волосистые, затем голые. Колючки прямые, твёрдые, толстые, длиной 1,5—4(5) см, толщиной около 2 мм, тёмно-красные, на молодых побегах немногочисленные или совершенно отсутствуют. Чечевички на ветвях и побегах беловатые, круглые. Сердцевина белая. Сердцевинные лучи слабо заметны.
Почки яйцевидные, тупые, длиной 4—6 мм; боковые продолговато-яйцевидные, заострённые, совершенно голые. Чешуйки почек тёмно-красного цвета, блестящие, с широкой светло-коричневой каймой. Листовой рубец слегка изогнут, с тремя следами, которые представляют собой вытянутые по рубцам точки. Прилистники серповидные или косо-сердцевидные, крупно-железисто-зубчатые, долго остающиеся на побегах.
Листья очерёдные, яйцевидные, обратнояйцевидные или широкоромбические, с острой вершиной и клиновидным основанием, неравномерно-пильчатым краем, неглубоко трёх—семи-неглубоколопастные или крупнозубчатые, с тремя — пятью пильчатыми лопастями; на коротких побегах — длиной 3—6 см, шириной 2,5—5 см; на длинных — иногда более глубоко лопастные, изредка при оснований почти раздельные, длиной до 10 см, с обеих сторон, реже только снизу, негусто волосистые, сверху тёмно-зелёные, снизу значительно светлее. Черешки длиной 0,5—2 см. Прилистники серповидные или кососердцевидные, крупножелезистозубчатые.
Соцветия щитковидные, густые, многоцветковые, длиной 3—4 см, шириной 4—5 см, голые или со слегка волосистыми цветоножками, с опадающими нитевидными прицветниками. Цветки с двойным околоцветником, обоеполые, 12—15 мм в диаметре. Чашелистики продолговато-треугольные, цельные или с одним — двумя зубцами, после цветения — отогнутые. Венчики раздельнолепестные, желтовато-белые. Тычинок двадцать, с пурпурными пыльниками и с двумя — пятью, чаще всего с тремя — четырьмя столбиками. Пестик состоит из трёх — пяти плодолистиков, сросшихся с вогнутым цветоложем. Цветёт обильно в начале лета в течение 10—12 дней.
Пыльцевые зёрна трёхбороздно-поровые, четырёхбороздно-поровые, шаровидной или шаровидно-сплющенной формы. Длина полярной оси 42—45,9 мкм, экваториальный диаметр 42,5—48 мкм. В очертании с полюса округло-треугольные, с прямыми или выпуклыми сторонами, с экватора округлые или эллиптические. Борозды шириной: у трёхбороздных — 17,6—22 мкм, у четырёхбороздных — 13,8—20,7 мкм, с неровными краями, с притуплёнными концами, почти сходящимися у полюсов. Поры округлые, с диаметром, равным ширине борозд, или овальные, продольно вытянутые, с наибольшим диаметром 27 мкм. Мембрана борозд и пор зернистая. Ширина мезокольпиума: у трёхбороздных — 22—26 мкм, у четырёхбороздных 23—26 (30) мкм; диаметр апокольпиума соответственно — 2,3—5,5 мкм и 3—5 мкм. Скульптура тонкая, волнисто-морщинистая, видна только под иммерсионным объективом. Пыльца ярко-жёлтого цвета.
Формула цветка: {\displaystyle \ast K_{5}\;C_{5}\;A_{\infty }\;G_{({\overline {4}})}}.
Плоды почти шаровидные или коротко-эллипсоидальные, диаметром 8—10 мм, кроваво-красные, очень редко оранжево-жёлтые, зрелые прозрачные, с остающейся чашечкой, с мучнистой мякотью. Косточки в числе двух — пяти, длиной 5—7 мм, шириной 3—5 мм, со спинной стороны извилисто-ребристые, с боков вдавленные, неравномерно-извилисто-морщинистые, с брюшной стороны килеватые. В 1 кг 2 тысячи плодов, или 45,5 тысячи косточек; вес 1 тысячи косточек 17—26 г.
Плодоносит в сентябре — октябре. Начинает плодоносить в 10—15-летнем возрасте.
Растёт медленно, но доживает до 200—300 лет.

## Распространение и среда обитания
Евро-сибирский тип ареала, его протяжённость с запада на восток превышает 5000 км. Россия: восток европейской части, Западная Сибирь, Восточная Сибирь, Забайкалье; а также Казахстан, Средняя Азия, Китай и Монголия.
Издавна культивируется в полезащитных полосах, придорожных насаждениях, парках и скверах далеко за пределами естественного ареала. Широко разводится в Средней России. Одичал в Московской, Ярославской и Владимирской областях.
Растёт в лесной, лесостепной и степной зонах, в редкостойных сухих лесах, на опушках и полянах. Более обилен в лесостепной зоне, по речным поймам. Местами образует заросли небольшой площади.
Боярышник — неприхотливое, морозостойкое растение. Предпочитает песчано-галечниковые аллювиальные почвы. Хорошо приживается даже на слабоокультуренных почвах, но не переносит близкого залегания уровня грунтовых вод и подтопления.
Размножают его семенами и отводками поросли. Уход такой же, как для всех декоративных и плодовых деревьев. Хороший урожай плодов отмечается не каждый год, что в основном связано с повреждаемостью цветков поздневесенними заморозками и плодов вредителями.

## Химический состав
Химический состав высушенного сырья очень сложный и богатый, полностью ещё не изучен.
В листьях растения содержатся кратеголовая, акантоловая, неотеголовая, хлорогеновая, кофейная и урсоловая кислоты, гиперозид, кверцетин, рамнозид витексина, витексин и эфирное масло (до 0,16 %).
Цветки боярышника содержат флавоноиды (кверцетин, кверцитрин), каротиноиды, дубильные вещества, эфирное масло, ацетилхолин, холин и триметиламин, олеаноловую, кофейную и хлорогеновую кислоты, гиперозид, кверцетин.
В семенах найдены амигдалин, гиперозид и жирное масло; в коре — гликозид эскулин (кратегин).
В плодах боярышника обнаружены флавоноиды (кверцетин, гиперин, витексин), дубильные вещества, органические кислоты (лимонная, стеариновая, пальмитиновая, олеаноловая, урсоловая, кратегусовая, кофейная, хлорогеновая), каротиноиды, дубильные вещества, жирные масла, пектины, тритерпеновые и флавоновые гликозиды, азотсодержащие соединения (холин, ацетилхолин), сахара, витамины K, Е, аскорбиновая кислота.
Содержание микро- и макроэлементов:
|        | Зола   | Макроэлементы, (мг/г) | Макроэлементы, (мг/г) | Макроэлементы, (мг/г) | Макроэлементы, (мг/г) | Микроэлементы, (мкг/г) | Микроэлементы, (мкг/г) | Микроэлементы, (мкг/г) | Микроэлементы, (мкг/г) | Микроэлементы, (мкг/г) | Микроэлементы, (мкг/г) | Микроэлементы, (мкг/г) | Микроэлементы, (мкг/г) | Микроэлементы, (мкг/г) | Микроэлементы, (мкг/г) | Микроэлементы, (мкг/г) | Микроэлементы, (мкг/г) | Микроэлементы, (мкг/г) | Микроэлементы, (мкг/г) |
| К      | Зола   | Са                    | Mg                    | Fe                    | Mn                    | Cu                     | Zn                     | Со                     | Мо                     | Cr                     | Al                     | Ba                     | Se                     | Ni                     | Sr                     | Pb                     | I                      | B                      |                        |
| Цветки | 7,69 % | 32,1                  | 11,8                  | 3,4                   | 0,2                   | 0,28                   | 0,35                   | 0,35                   | 0,18                   | 7,0                    | 0,01                   | 0,12                   | 0,42                   | 10,0                   | 0,34                   | 0,24                   | 0,07                   | 0,06                   | 77,2                   |
| Плоды  | 2,73 % | 13,1                  | 3,0                   | 1,0                   | 0,04                  | 0,04                   | 0,29                   | 0,07                   | 0,37                   | —                      | 0,01                   | 0,03                   | —                      | 11,8                   | 0,1                    | 0,06                   | 0,05                   | 0,06                   | 2,0                    |

## Хозяйственное значение и использование

### Исторические сведения
Благодаря наличию у боярышника колючих шипов с древних времён существовало поверье, что он способен защитить человека от злых духов, насылающих болезни. Поэтому древние греки подвешивали к дверям ветви боярышника, чтобы защитить вход внутрь дома от всякой нечисти. У древних кельтов боярышник — дерево зимы и тьмы, а в Молдавии его считают воплощением зла. Так, считалось, что причиной всех нарывов и опухолей на ногах обязательно служит боярышник.

### В медицине
Первые сведения о боярышнике были приведены в книге древнегреческого философа Феофраста (в 372—287 годах до нашей эры). Позже, в I веке нашей эры, сведения о растении встречались в работах Диоскорида, который рекомендовал плоды боярышника при заболеваниях желудочно-кишечного тракта, ожирении, кровотечениях и нарушении функции почек, особенно при мочекаменной болезни. В европейской научной медицине боярышник появился в XIX веке. Некоторые врачи считали, что он является ценнейшим открытием этого времени, так как даёт облегчение в том случае, когда другие сердечные средства не помогают.
Препараты боярышника применяют при функциональных расстройствах сердечной деятельности, при гипертонической болезни, стенокардии, антигионеврозах, мерцательной аритмии, пароксизмальной тахикардии, общем атеросклерозе, климактерическом неврозе, при повышенной функции щитовидной железы, сердечной слабости после перенесённых тяжёлых заболеваний, бессоннице у сердечных больных и гипертиреозе с тахикардией. Экстракт — при гиполактии увеличивает лактацию и устраняет диспепсические явления у детей грудного возраста. Боярышник кроваво-красный понижает возбудимость центральной нервной системы, оказывает тонизирующее влияние на сердечную мышцу, усиливает кровообращение в коронарных сосудах сердца и сосудах мозга, устраняет тахикардию и аритмию, снимает неприятные ощущения в области сердца, несколько снижает кровяное давление и улучшает общее состояние больных.
Кора (собранных ранней весной молодых веточек). В народной медицине — как противолихорадочное средство, а также при поносе.
Цветки. В народной медицине настой, сок — при бессоннице, гипертонической болезни, в климактерическом периоде. Настойка — при кардионеврозах, гипертонической болезни.
Цветки, плоды. Сок — при неврозах пищевода, заболеваниях кожи, печени и желчевыводящих путей, функциональных расстройствах сердечной деятельности, ангионеврозах, мерцательной аритмии, одышке, головокружении, бессоннице, в климактерическом периоде, а также как средство, стимулирующее обмен веществ.
Плоды. В народной медицине настой — при гипертонической болезни, вегетоневрозах, головокружении, удушье, в климактерическом периоде.
Настойка цветов, жидкий экстракт плодов боярышника входят в состав известного комплексного препарата «Кардиовален», предназначенного для лечения сердечно-сосудистых заболеваний, в частности неврозов сердца, а также в сборы для почек.
Фармакологические свойства
Галеновые препараты боярышника оказывают главным образом кардиотоническое действие. Улучшая работу сердечной мышцы, препараты растения предупреждают её преждевременное переутомление. Кроме того, они устраняют нарушения ритма сердца. Настои и экстракты плодов и соцветий боярышника избирательно расширяют коронарные сосуды и сосуды головного мозга, что позволяет направленно использовать препараты растения для улучшения снабжения кислородом миокарда и нейронов головного мозга. Этот эффект связан с наличием в растении тритерпеновых соединений и флавоноидов. Цветки и плоды боярышника понижают проницаемость стенок сосудов и капилляров, причём цветки действуют сильнее плодов. Сок цветков и плодов положительно влияет на сердце, артериальное давление, центральную нервную систему, мочеполовые органы. Нормализует сон и общее состояние, способствует выздоровлению после тяжёлых болезней и снижению уровня холестерина в крови.
Как кардиотоническое и регулирующее кровообращение средство боярышник рекомендуется при недостаточности кровообращения у людей в пожилом возрасте, особенно при болезнях климактерического периода, при атеросклерозе и сердечных неврозах. Отсутствие побочных действий при длительном применении боярышника позволяет назначать его даже больным с нарушенной почечной функцией, не опасаясь кумуляции. Только после больших доз (свыше 100 капель настойки боярышника) наступает замедление пульса и угнетение центральной нервной системы.
Заготовка сырья
В качестве лекарственного растительного сырья заготавливают цветки, плоды и листья боярышника. Цветки заготавливают в начале цветения, пока они не все раскрылись, срезая щитковидные соцветия и отдельные цветки. Не следует заготавливать соцветия с совсем нераспустившимися цветками — такое сырье сохнет очень медленно и часто буреет. Так же не следует собирать их после росы и дождя, так как при сушке они потемнеют. Сушат не позже чем через 1—2 ч после сбора в сушилках при температуре до 40 °С, на чердаках, под навесом или в помещениях с хорошей вентиляцией, расстилая тонким слоем. Сушильные помещения на ночь следует закрывать, так как сырье гигроскопично. Хранят его в закрытых ящиках или стеклянной таре 1 год. Сырье имеет слабый своеобразный запах, горьковатый вкус.
Плоды боярышника заготавливают в период полного их созревания с конца сентября и до заморозков. Зрелые плоды собирают в мешки или корзины, обрывая целиком щитки с плодами или отдельные плоды. Сушат их на солнце, на чердаках, под навесами или в помещениях с хорошей вентиляцией, разложив тонким слоем на бумаге или ткани, или в сушилках при температуре до 70 °С. При естественной сушке рассыпают по 4—5 кг плодов боярышника на 1 м². Сушка обычно длится 7—8 дней. Выход сухого сырья составляет 25—30 % от массы свежесобранного. Готовое сырье провеивают, отделяя плодоножки, неполноценные ягоды и другие примеси. Хранят сырье в фанерных ящиках, выложенных внутри плотной бумагой, в стеклянной таре или плотных мешках. Срок хранения цветков до 2 лет, плодов — до 8 лет. Вкус у сырья горький или слегка кисловато-сладковатый, запах слабый.

### Применение в других областях
Твёрдая древесина боярышника идёт на изготовление токарных изделий.
Декоративное растение. Декоративен во время цветения и осенью. Наиболее часто используется в живых изгородях. В культуре с 1822 года.
Кору применяют как дубитель и для окраски тканей в красный цвет. Из отвара листьев, коры и корней получают жёлтую и коричневую краски для тканей.
Плоды используют для приготовления киселей и варенья, а также как суррогат чая и кофе. Размолотые плоды добавляют в муку для приготовления сладкого теста.
В ветеринарии настойка боярышника применяется как кардиотоническое и регулирующее кровообращение средство, при атеросклерозе и сердечных неврозах, недостаточности миокарда животных.
Медонос. Даёт пчёлам нектар и пыльцу. По наблюдениям Гордиенко М. И.(1992) в естественных насаждения степи мёдопродуктивность насаждений колеблется от 13,2 до 19,8 с 1 га. Сахаропродуктивность одного цветка 0,270 мг.
Пыльца этого вида была использована Иваном Мичуриным для опыления цветков рябины обыкновенной, в результате чего был получен гибрид — Рябина гранатная (Crataegosorbus miczurinii) с пурпурными, кисло-сладкими, без горечи плодами.

## Классификация

### Таксономия
- Crataegus sanguinea Pall., 1784, Fl. Ross. 1: 25

Вид Боярышник кроваво-красный относится к роду Боярышник (Crataegus) семейства Розовые (Rosaceae) порядка Розоцветные (Rosales), последовательно входящего в более крупные клады Фабиды → Розиды → Суперрозиды → Эвдикоты → Цветковые растения. Таксономическая схема в соответствии с Системой APG IV по состоянию на июнь 2024 года:
|  |                          |  |                                   |                                   |                   |  | еще 8 семейств | еще 8 семейств |                               |  |                                |  | еще 277 подтвержденных видов и 822 вида, ожидающих подтверждения | еще 277 подтвержденных видов и 822 вида, ожидающих подтверждения |  |
|  |                          |  |                                   |                                   |                   |  | еще 8 семейств | еще 8 семейств |                               |  |                                |  | еще 277 подтвержденных видов и 822 вида, ожидающих подтверждения | еще 277 подтвержденных видов и 822 вида, ожидающих подтверждения |  |
|  |                          |  |                                   | порядок Розоцветные               |                   |  |                |                | род Боярышник                 |  |                                |  |                                                                  |                                                                  |  |
|  |                          |  |                                   | порядок Розоцветные               |                   |  |                |                | род Боярышник                 |  | подвид Боярышник зеленоплодный |  |                                                                  |                                                                  |  |
|  | клада Цветковые растения |  |                                   |                                   | семейство Розовые |  |                |                | вид Боярышник кроваво-красный |  |                                |  |                                                                  |                                                                  |  |
|  | клада Цветковые растения |  |                                   |                                   |                   |  |                |                |                               |  |                                |  |                                                                  |                                                                  |  |
|  |                          |  | ещё 63 порядка цветковых растений | ещё 63 порядка цветковых растений |                   |  |                | еще 116 родов  | еще 116 родов                 |  |                                |  |                                                                  |                                                                  |  |
|  |                          |  |                                   | ещё 63 порядка цветковых растений |                   |  |                |                | еще 116 родов                 |  |                                |  |                                                                  |                                                                  |  |

### Синонимы
- Anthomeles sanguinea (Pall.) M.Roem.
- Crataegus altaica Lodd.
- Crataegus cosansasi K.Koch
- Crataegus purpurea (Poir.) Bosc
- Crataegus sanguinea f. microphylla E.L.Wolf
- Crataegus sanguinea unr. microphylla Schrad.
- Crataegus sanguinea var. genuina Maxim.
- Crataegus sanguinea var. sanguinea
- Crataegus sanguinea var. songorica Regel
- Crataegus sanguinea var. typica Regel
- Crataegus spinosissima G.Lodd.
- Mespilus cosansasi K.Koch
- Mespilus purpurea Poir.
- Mespilus sanguinea (Pall.) Spach